# باتريك غونارسون
باتريك غونارسون (بالآيسلندية: Patrik Gunnarsson)‏ هو لاعب كرة قدم آيسلندي في مركز حراسة المرمى، ولد في 15 نوفمبر 2000 في آيسلندا. لعب مع نادي برينتفورد.

## وصلات خارجية
- باتريك غونارسون على موقع الاتحاد الأوربي (الإنجليزية)
- باتريك غونارسون على موقع اتحاد النرويج (النرويجية)
- باتريك غونارسون على موقع قاعدة بيانات كرة القدم.إي يو (الإنجليزية)
- باتريك غونارسون على موقع ناشيونال فوتبول تيمز (الإنجليزية)
- باتريك غونارسون على موقع Soccerbase.com (لاعب) (الإنجليزية)
- باتريك غونارسون على موقع Soccerway.com (الإنجليزية)